# ティンパニ

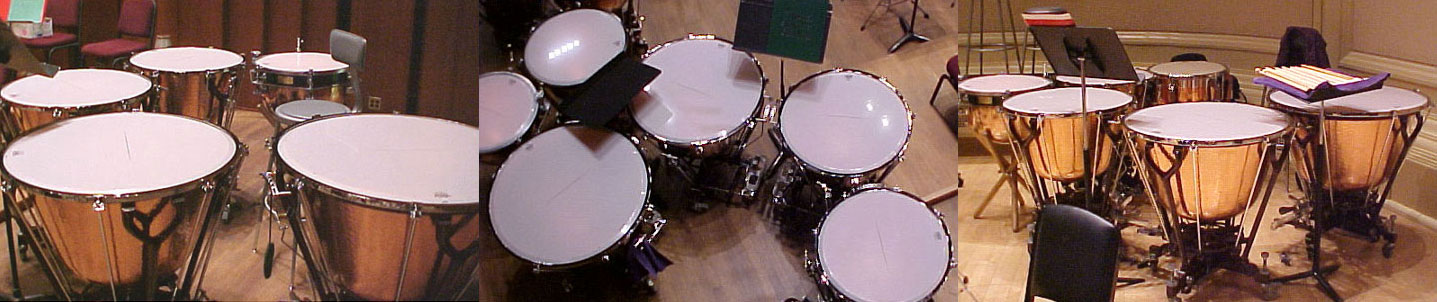
ティンパニの様々な配置の例

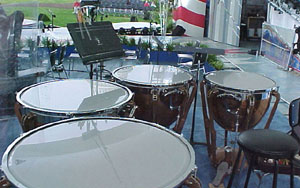
バランス・アクション式のティンパニ。この写真の楽器ではプラスチックヘッドが用いられている。

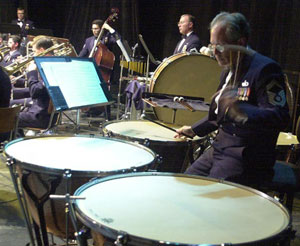
ティンパニの演奏風景

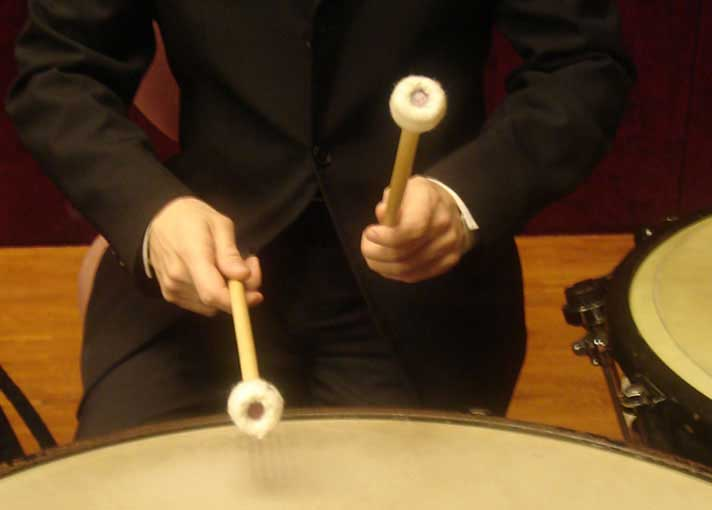
ティンパニの演奏風景

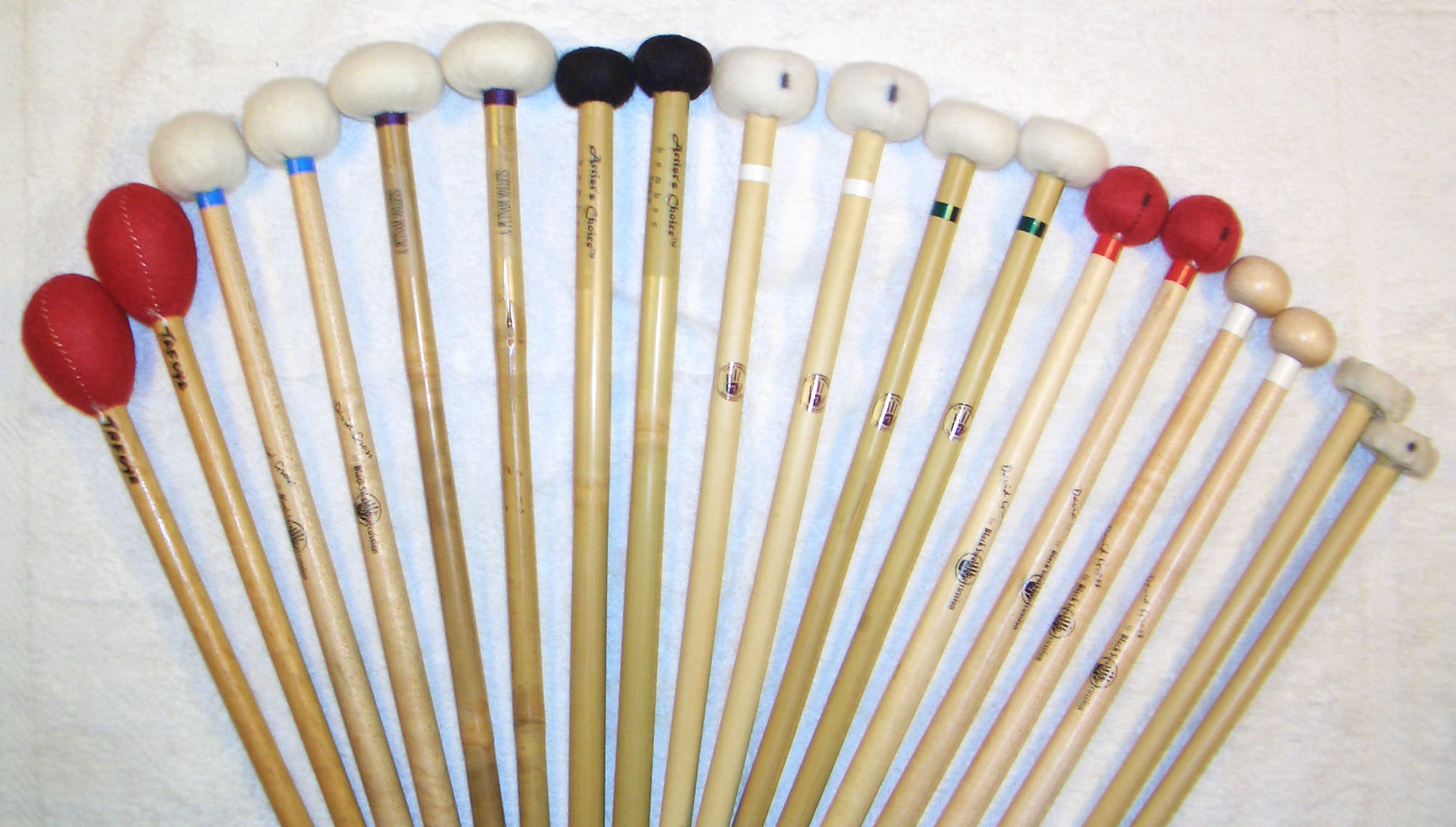
異なる音色を生み出すためにティンパニ奏者が用いる様々なティンパニマレットの一例

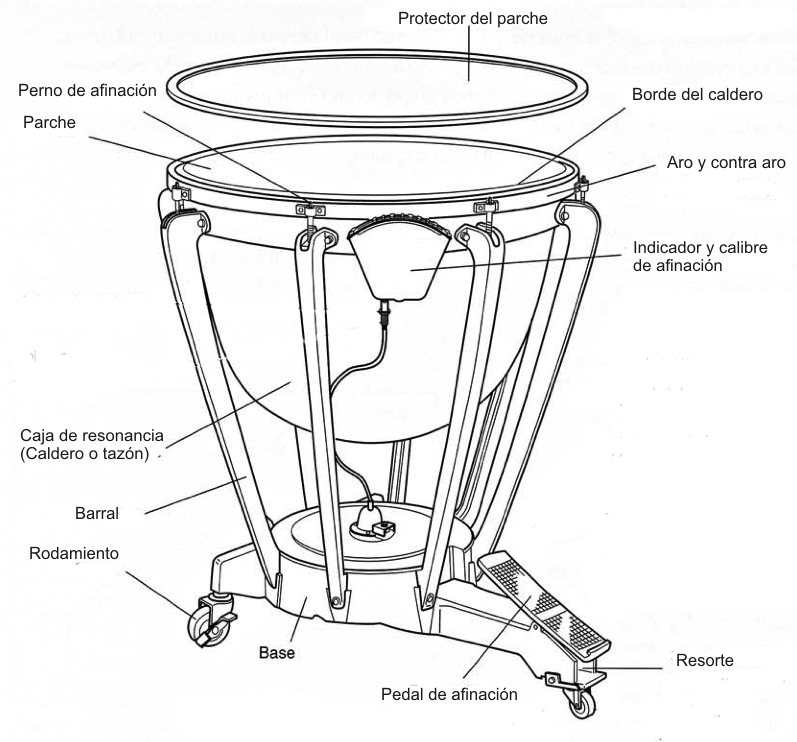
バランス・アクション式のティンパニの図解

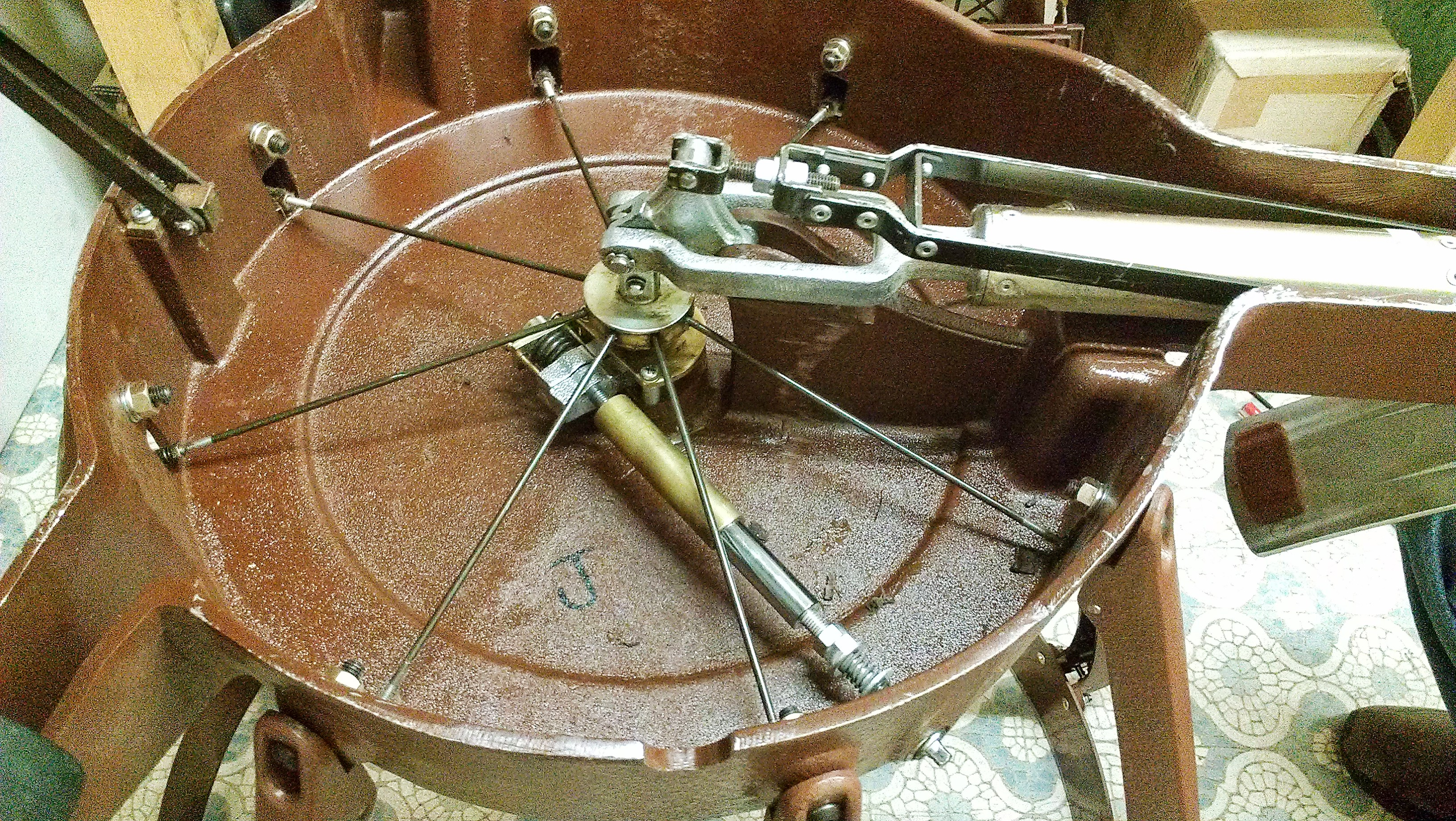
バランス・アクション式のティンパニの底部から見たテンション調整機構の様子

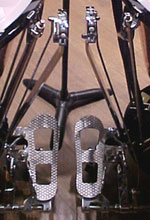
ギア式のティンパニ

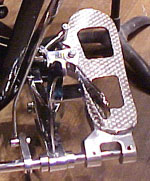
ギア式のティンパニのペダル付近の様子

ティンパニまたはティンパニー（伊: timpani）は、打楽器の一種。主に銅製であり、半球形の胴体に脚がついた大型の太鼓で、皮が張られた上面（鼓面、打面）を、通常2本のマレット（ばち）で叩く。太鼓の一種であるが、通常の太鼓は非整数倍音成分が多く特定の音程を聴き取ることは困難であるのに対し、ティンパニでははっきりと音高を聴き取ることができる。

## 概要

### 歴史
中世のアラブで軍楽太鼓として使われていた「ナッカーラ」と呼ばれる鍋底状の楽器を先祖とする。馬の胴の両脇に取り付ける楽器として発達し、15世紀のヨーロッパでは「ナカイル（naccaire）」または「ネーカー（Naker(s)）」として、トランペットと共に騎馬軍楽隊の楽器編成の中心に位置づけられた。やがて17世紀半ばにはオーケストラに取り入れられた。
古典派までは2台一組で、多くの作曲家は主音と属音を補強するのに用いた。パーセルは歌劇『妖精の女王』第4幕冒頭にティンパニでメロディを書いているが、これは例外中の例外である（例示：『打楽器事典』音楽之友社）。
ベルリオーズ以降さらに多くのティンパニが用いられるようになり、現代では4台一組で用いられることが多い。
ティンパニは19世紀まで、オーケストラや吹奏楽の中で補助的に活躍することが中心的であったが、20世紀になると協奏曲の主役（ティンパニ協奏曲）として、あるいは室内楽やソロで活躍するようになった。

### 材質と形状
本体の材質は主に銅である。フランス製など一部の楽器には真鍮も用いられる。低価格のものや、持ち運びを前提に設計されたものには、ファイバーグラス製やアルミ製のものもある。これら銅製以外のものは、表面が塗装されていることが多い。
鼓面は従来は皮（牛または羊）製であり、現在は樹脂製のものも多い。音質は皮製がより優れているといわれているが「古典的な音がする」と表現した方が合理的である。
楽器によっては、皮製の鼓面の性質(温度、湿度等による音高の変化)に対応するため、音程の微調整機構を備えているものがある(手元で操作するレバーや、ハンドル等)。樹脂製は皮よりも音程が狂いにくいので、音程を頻繁に変える現代曲への酷使に耐え得る。
叩くばちはマレットと呼ぶ。従来は木製だったが、現在はフェルトなどを巻いた異なる硬さのマレットを数種類揃え、曲の場面によってマレットを持ち替えることが一般的である。マレットの選定は、古典曲では打楽器奏者が、場合によっては指揮者の指示や協議で決定するが、近代以降は「やわらかいマレットで」などと作曲者によってすでに譜面上に指定されていることもある。また、マレットの柄の重さや長さによっても音の大きさや力強さが違うので注意を要する。
楽器の方式には、
1. ギア式（ペダル操作により音高を変える。ドレスデン式とも言う。音域が1オクターヴ以上だが、重く操作しにくい最高級品。「リンガー」「エーネルト」「アダムス」「コールベルク」等）
2. クラッチ式（ペダル操作でより操作しやすい。「プレミア」「パール」等。音域が1オクターブ止まり）
3. バランス・アクション式（ペダル操作。音域が短6度程度で、一番操作が簡単だが、音程が狂いやすい。「ラディック」「ヤマハ」等）
4. シングル・スクリュー式 （1個のハンドル操作で音程を変える。ウィンナー・パウケン〈ウォルフガング・チュスター〉が代表格である。ドイツのドレスデン式ではピッコロ・パウケを次に小さいパウケンの外に置くのでペダルが使えず、シングルスクリュー式を使う。場所の無いオペラのピットによく入れられる）
5. 回転式（楽器本体を回転させて音程を変える。現在では見かけることはないが、ドイツのオルフの音楽学校などで現在も使われている）
6. 手締め式（押し枠に装備された6〜8個のネジを手で締めたり緩めたりして音程を変える原始的な方法。低価格の楽器や古楽器の「バロック・ティンパニ」に見られる）

がある。

### サイズ
一般的に使われるティンパニは4つのサイズに集約される。更にピッコロ・ティンパニを追加することもある。大きさは、4台一組の場合では、小さい方から23インチ、26インチ、29インチ、32インチ（最低音はそれぞれC4、G3、D3、A2、E2）のように、3インチ刻みで揃えることが多いが、メーカーによっては他の径のものを用意しているところもあり、上述の組み方に準じて、楽曲や奏者の都合で選ぶことができる。ヨーロッパではセンチで言い表す。なお、20インチ以下のピッコロ・ティンパニは特注（受注生産）となることが多い。
以下が一般的なサイズと音域である。
- 21インチ F3 - B3 (C4)
- 23インチ D3 - A3
- 25インチ Bb2 - F3
- 28インチ F2 - C3
- 30インチ (C2) D2 - A2

### 奏法
音程の異なる複数個で使用されることが多く、単体で使われることは稀である。このため通常、複数形のtimpaniと呼称される。ちなみに、単数形はtimpanoとなる。語源はラテン語のtympanumから来ている。このためTympaniと書く楽譜もあるが、現在ではほとんど用いられない。
複数のティンパニを並べて使う時は、それぞれ異なる音程にチューニングしたものを用意する。かつては鼓面にネジが6個程度ついていたり、そのネジがチェーンで連動して音程を調節する仕組みだったが、現代のティンパニにはペダルがついており、音程を調節しながら演奏することもできる。比較的編成の大きなオーケストラや吹奏楽で使われることが多い。
音程に合わせて左から右に小さくなるように円弧に配置するのが一般的。打面は手前から10cm程度の位置である。
「立奏」の場合、円弧の中心の位置に立ち、足を肩幅に開き、手はそのままで腰から上だけを回し、両端2台がちょうど自分が叩く位置にくるようにする。近年では、アマチュア団体においても「座奏」もよく見受けられるが、特に交響曲やオペラなどの長時間演奏に適することと音の安定感、現代曲では多数の音程を必要とするため、音換えが頻繁になるのを合理化するためである。また、奏者の身長にあわせ演奏しやすい高さにできる、つまり打面に対して適切な角度を保てるということから座奏を好む奏者も少なくない。ドイツでは、チェロやコントラバスのように奏者から見て、右に低い音、左に高い音をセットすることが慣例で、アメリカや他のヨーロッパ諸国ではピアノと同様に左に低い音をセットする場合が多い。ドイツ式の利点は、鳴らすのに力が必要な大きいサイズの楽器が左側にくることで、主としてニ長調などの高く張力のある主音を左腕でバランス良く演奏することができる（右利きであることが前提）。
オーケストラにおいて、ティンパニ奏者は通常ティンパニのみを演奏し、他の打楽器に持ち替えることは基本的にはない。例外的にリヒャルト・シュトラウスの「薔薇の騎士」の最後で他の打楽器奏者がみな帰ってしまってティンパニ奏者が一時的にトライアングルを演奏する場合がある。現代音楽でもオーケストラ編成の曲はこれに準ずる用い方が好まれる。一方で、吹奏楽や室内管弦楽や打楽器アンサンブル編成の曲は、ティンパニ奏者が他の打楽器を持ち替えて演奏することもある。
また、ティンパニは余韻をうまく生かすことも演奏の一つに入る。余韻をとめるには、ティンパニをマレットで打つところを押し付けないで余計な切りの雑音を阻止するために手でそっと軽くなでるようにする(低い音は余韻が長く、高い音はすぐ余韻が消える)。この動作を「マフリング」という。

### 調律
音高D2-C4の範囲で調律できる。従来は音高F2-F3の範囲で調律するのが一般的である。近現代においてはそれより更に低いまたは高い音程を求める場合もあるが（ベルク『管弦楽のための3つの小品』など）、音質が緩すぎてはっきり聞こえなかったり張りつめすぎて響きに欠けるなどの問題があり、あまり一般的ではない。29インチ以上の大型楽器では、これらの拡張音（のうちの低い方）も音質にさほどの問題なく演奏することができる。
古典時代では26インチの楽器はBb2-F3、29インチの楽器はF2-C3の範囲で調律できたが、主音を26インチ、属音を29インチにして4度間隔で前者をD3、後者をA2に調律することが多く、最も良い音が出た。したがってバッハのトランペットとともにニ長調周辺の音程の調性で活躍することが多かった。なお、牛皮の手締め式だったので調律に15分程度はかかったという。
ベートーヴェンの交響曲第9番では楽章ごとに異なる調律を求めた。
また、主音と属音のみを調律していた時代には、曲が転調によってそれらの音から離れても、ロッシーニのオペラの序曲のように第3音や第7音に相当する箇所でティンパニを叩くことが多く用いられた。これは、ティンパニの音質は均等な倍音が出るものの管楽器や弦楽器と比べると不明瞭なため、音程の充実よりは大太鼓のように打楽器的な噪音効果を優先させて用いたことによる。ベルリオーズ／リヒャルト・シュトラウス補筆「管弦楽法」では、リヒャルト・シュトラウスの補筆としてヴェルディの『仮面舞踏会』など初期作品におけるこれらの「無頓着な」用法について「私の趣味ではない」と否定的な意見を寄せているが、これはティンパニの調律が容易になったシュトラウスの時代の反映もあるだろう。
バルトークの「弦楽器と打楽器とチェレスタのための音楽」や『管弦楽のための協奏曲』では、演奏の最中に調律を変更することが求められる。特に第5楽章205小節ではトレモロを奏しながらのグリッサンドが指定され、ペダルティンパニでなければ演奏することができない。他にストラヴィンスキーの『狐』にも同様の奏法指定がある。（例示：伊福部昭「管絃楽法」より）
現代では、このようなペダルを用いた奏法や頻繁な調律の変更も普通に用いられる。現代のティンパニのペダルは段階的なグリッサンドだけでなく、つま先と踵で踏み替えることによって瞬時に半音下がるようにも作られており、ストラヴィンスキー『火の鳥』終盤などで効果的に用いられる。

### その他
中国には、「定音缸鼓」Dingyin Gangguと呼ばれるティンパニの構造を取り入れて従来のゴウ鼓（花盆鼓）を改良して作った楽器がある（打楽器辞典 音楽之友社 より）。

## 主なティンパニのメーカー
- ギュンター・リンガー ： ギア式のドレスデン・モデルでは、最高峰と言われる楽器。世界の一流オーケストラで使われていてドイツ物のレパートリーの代名詞。
- ラディック ： アメリカのメーカーで、バランス・アクションを開発したメーカー。かつてギュンター・リンガーからアポイントメントを受けリンガー・ティンパニを製造している。ハンドル式も製造。
- ウォルフガング・チュスター ： いわゆる19世紀当時のままのウィーン式手締めパウケン。
- プレミア ： イギリスのメーカーで、クラッチ式。フランス物に威力を発揮する。
- アダムス ： オランダのメーカーで、最上位機種はクラッチ式とギア式のドレスデンモデル。バランス・アクション、手締めバロックティンパニも製造。
- コールベルク ： 南ドイツの新規の打楽器の総合メーカーで、主にギア式だが、どんな注文にも応じている。
- ヤマハ ： 日本のメーカーで、バランスアクション式、シングルスクリュー式、手締め式、最上位機種はギア式とクラッチ式がある。
- パール ： 日本のメーカーで、バランスアクション式、シングルスクリュー式、手締め式がある。
- レフィーマ／エーネルト ： ドイツのメーカーで、ギア方式。バロックティンパニも製造。
- ウォルフガング・ハルトケ ： ギュンター・リンガーの流れを汲むティンパニを製作。
- デルフラー ： ギュンター・リンガーの流れを汲むティンパニを製作。
- ヴィンケルマン ： ギュンター・リンガーの流れを汲むティンパニを製作。
- アメリカン・ドラム ： ワルター・ライトで有名な、ギア式ティンパニを製造。
- ヒンガー・タッチトーン ： 元メトロポリタン歌劇場ティンパニストが製作した楽器。
- ソウル・グッドマン ： 元ニューヨークフィル首席ティンパニストが製作した楽器。ペダルとチェーンがある。
- スリンガーランド ： 現在は製造していない。
- ニッカン ： 現在は存在しないメーカーだが、白いFRP製の釜で知られ後にヤマハに組み入れられた。
- シュペンケ・メッツルl ： ドレスデンを代表するティンパニメーカー。
- クリーヴランダー
- マジェスティック

## 譜面上の略記
- timpani Timp.（イタリア語）
- timbales timb.(フランス語)
- Pauken Pauk., Pk（ドイツ語）
- kettle drum（英語）

## 特殊奏法

### ティンパニのみを用いるもの
鼓面の中心を叩く
通常ティンパニ奏者は中心から離れた部分を叩くが、鼓面の中心を叩くことにより明確な音程感のない響きが詰まった音が出る。コダーイ・ゾルターンの「ガランタ舞曲」。
手でティンパニを叩く
鈍った野生的な音が出る。
スーパーボールでティンパニの鼓面をこする
スーパーボールは小さなものや半分に切ったものを用い、串やピンを刺しておき、その串の部分を持って擦る。うなり声のような低い連続的な音が鳴る。このスーパーボールによる特殊奏法は、ティンパニに限らず大太鼓やタムタムでも可能。それぞれの楽器の共鳴による特殊な音色が得られる。
ペダルを動かしながら叩く
ペダルを締めるほうに動かしながら叩くと、音が少しずつ高くなり、緩めるほうに動かしながら叩くと、少しずつ低くなる。現代音楽においてはそう珍しくない奏法。
参考曲 バルトーク「2台のピアノと打楽器のためのソナタ」
ミュートを用いる
主に布製のミュートを装着して叩くと、音が伸びずに若干こもったような音がする。イタリア語でコペルト coperto （テーブルクロスの意味）。
ミュートは、日本では主にプレイウッド社が製造している。

### 他の打楽器と組み合わせるもの
マラカスでティンパニを叩く
1人の奏者の演奏によりマラカスとティンパニの両方の音が得られる。ティンパニの音は若干鈍くなるが、効果的に使えば有効な奏法である。西村朗の『ティンパニ協奏曲』、『ファゴット協奏曲《タパス（熱）》』、『ケチャ』など。また、バーンスタインの『ウェストサイド物語』では、マンボの後半でティンパニ4台をマラカスで叩く間に音程を変える、視覚的にもアクロバティックな演奏が登場する。
タンブリンをティンパニの上に乗せてティンパニを叩く
1人の奏者の演奏によりタンブリンとティンパニの両方の音が得られる。タンブリンには「脚」と呼ばれる突起がついている必要があり、なければテープまたは絆創膏などで代用する。西村朗の『秘儀III －旋回舞踊のためのヘテロフォニー』など。
テンプルベル（鈴）やアンティークシンバルをペダル式ティンパニの上に置き、テンプルベルやアンティークシンバルを鳴らしながらティンパニのペダルを踏み替える
ベルがティンパニの胴に共鳴し、ペダルを踏み替えることにより倍音のフォルマントが変化し非常に澄んだ神秘的な音が鳴る。アンティークシンバルよりもテンプルベルのほうが効果的であり、またどちらも低い音のほうがより豊かな共鳴が得られる。1台のティンパニの上にベルを複数載せることも可能。武満徹の『ウィンター』、湯浅譲二の『相即相入 第二番』、細川俊夫の音楽などで効果的に使われている。
シンバルをティンパニの上に乗せてティンパニもしくはシンバルを叩く
風の音や海の音を表現するときに使用される。

### 打楽器以外の楽器と組み合わせるもの
共鳴の手段として用いる
声や金管楽器などをティンパニに向けて発音し共鳴させる。きちんとチューニングが合っていないと共鳴しない。
奏者がティンパニの中に上半身の一部を突っ込む
マウリシオ・カーゲルの『ティンパニとオーケストラのための協奏曲』で用いられる奏法。ティンパニのうちひとつの鼓面（ヘッド）を外して替わりに紙を張り、そのティンパニは置くだけで叩かず、曲の最後に奏者がマレットで叩き割って頭・肩・腕・上胸部（＝上半身）を突っ込む（打面替わりに張った紙を破ってケトルに飛び込む）。

## 代表的作品

### 主なティンパニのための作品

#### 協奏曲
- テレマン：3つのトランペット、ティンパニと管弦楽のための協奏曲 ニ長調
- ドルシェツキー（en:Georg Druschetzky）：6つのティンパニと管弦楽のための協奏曲
- マルタン：7つの管楽器、弦楽とティンパニのための協奏曲
- マルティヌー：2群の弦楽合奏とピアノ、ティンパニのための協奏曲
- ジェイコブ：ティンパニと吹奏楽のための協奏曲
- プーランク：オルガン、弦楽とティンパニのための協奏曲 ト短調
- A.チェレプニン：ティンパニのためのソナチネ（ピアノ伴奏版、管弦楽伴奏版、吹奏楽伴奏版）
- ウストヴォーリスカヤ：ピアノと弦楽合奏、ティンパニのための協奏曲
- ヴェルナー・テーリヒェン（ドイツ語版）：ティンパニ協奏曲
- 西村朗：5人の打楽器奏者とティンパニ独奏のための「ティンパニ協奏曲」
- ルイージ・モルレオ（イタリア語版）（世界の子供たちのための協奏曲）：ティンパニとピアノ
- 酒井格：ティンパニ協奏曲

#### 独奏曲
- カーター：4台のティンパニのための8つの小品

#### 声楽曲
- バーバー：ストップウォッチと軍用地図（男声合唱曲）
- 伊福部昭：アイヌの叙事詩に依る対話体牧歌（独唱曲）

### ティンパニの印象的な作品
- ラモー：英雄牧歌劇「ザイス」（序曲の冒頭に長いソロがある）
- J.S.バッハ
  - クリスマス・オラトリオ（ティンパニソロから開始し、トランペットを伴う典型的なバロック時代の用法になる）
  - カンタータ 第214番「太鼓よ轟け、喇叭よ響け」（上記の原曲）
- ヘンデル：王宮の花火の音楽
- モーツァルト：交響曲第36番「リンツ」（緩徐楽章にティンパニを用いた初期の例として知られる）
- ハイドン：交響曲第103番「太鼓連打」
- ベートーヴェン
  - 交響曲第4番（第2楽章終盤でのピアニッシモとフォルテッシモの対比。例示：ベルリオーズ／リヒャルト・シュトラウス「管弦楽法」の記述より）
  - 交響曲第5番（第4楽章への橋渡しでピアニッシモからクレッシェンドするトニックペダル。例示引用元同上）
  - 交響曲第6番（第4楽章「雷雨、嵐」より。ティンパニ連打と管楽器及びヴァイオリンの走句により激しい風雨や稲妻の閃光を暗示する）
  - 交響曲第7番（リズムの強調）
  - 交響曲第8番（F2とF3のオクターブ調律を初めて用いた）
  - 交響曲第9番より第2楽章（同様のF2-F3オクターブだが、ニ短調における3度の音程を重複させた画期的な用法）
  - ヴァイオリン協奏曲（ティンパニを使ったカデンツァもある）
- ベルリオーズ
  - レクイエム（「奇しきラッパ」「涙の日」にて10人16個のティンパニが同時に用いられる）
  - 幻想交響曲（第3楽章では雷鳴の効果音として、奏者4人で演奏される。第4・5楽章では奏者2人で2組のティンパニを用いる）
- グリンカ
  - 歌劇「ルスランとリュドミラ」序曲（全編にわたって活躍し、特に他パートに応答するように独立して打ち鳴らされる箇所が多い）
- ワーグナー：ジークフリート（第2幕の冒頭から増四度のティンパニがファフナーのライトモティーフを演奏。ほかに運命のライトモティーフとともに聞こえるティンパニも印象的）
- ブラームス
  - 交響曲第1番（第1楽章冒頭部分の連打）
  - ドイツ・レクイエム（第2曲・第3曲・第6曲）
- グスタフ・マーラー　交響曲第2番「復活」（3人の奏者）、交響曲第4番（第3楽章の終わり近く。「（同時に）2本の撥で」と指定）、交響曲第5番、交響曲第9番
- リヒャルト・シュトラウス
  - ブルレスケ ニ短調（AV 85、TrV 145） - ピアノ協奏曲だが、ティンパニのソロから曲が始まる。
  - 交響詩「ツァラトゥストラはこう語った」（冒頭の連打。映画「2001年宇宙の旅」で使用され著名になった）
  - 「家庭交響曲」
  - 「アルプス交響曲」
  - バレエ「ヨゼフ伝説」
  - オペラ「アラベラ」
- ニールセン
  - 交響曲第4番（第4楽章で2群のティンパニによる長大なソロがある）
  - 交響曲第5番
- ホルスト：惑星（「火星」のオスティナートで活躍するほか、「木星」ではメロディラインの一部を担当、「天王星」では冒頭など要所でソロがある）
- シベリウス：交響詩「タピオラ」（2音の和音の組み替えによる連打。例示：伊福部昭「管絃楽法」）、交響曲第2番、交響曲第5番
- ストラヴィンスキー：春の祭典（全曲にわたる変拍子の強調、ピッコロ・ティンパニを用いた超高音域B3の使用（第1部第3曲「誘拐」）、2人の奏者が入り乱れる終結部（第2部第6曲「生け贄の踊り」）など。
- エドガー・ヴァレーズ　「アメリック」、「アルカナ」（低いC音まで要求される）
- ショスタコーヴィチ：交響曲第5番（第4楽章冒頭金管楽器による主題伴奏の連打、終結部のソロ連打など）。交響曲第11番「1905年」（第1楽章の冒頭直後にある種動機となる旋律があり、第2楽章まで形を変えて何度も出てくる。それ以外にも、第2楽章以降全曲を通して、エネルギッシュでソロ的な個所がふんだんにある）
- オルフ：カルミナ・ブラーナ（冒頭とフィナーレ）
- ヒンデミット：ウェーバーの主題による交響的変容（第2楽章の後半でティンパニが旋律楽器として大活躍する）
- 小山清茂：管弦楽のための木挽歌（終曲に5台のティンパニを使用した10小節のソロ。吹奏楽版も同様）